# NGC 2404
NGC 2404 é uma região nebulosa que faz parte da galáxia NGC 2403  localizada na direcção da constelação de Camelopardalis. Possui uma declinação de +65° 36' 40" e uma ascensão recta de 7 horas, 37 minutos e 07,0 segundos.
A região NGC 2404 foi descoberta em 2 de fevereiro de 1886 por Guillaume Bigourdan.